# تاريخ بوتان

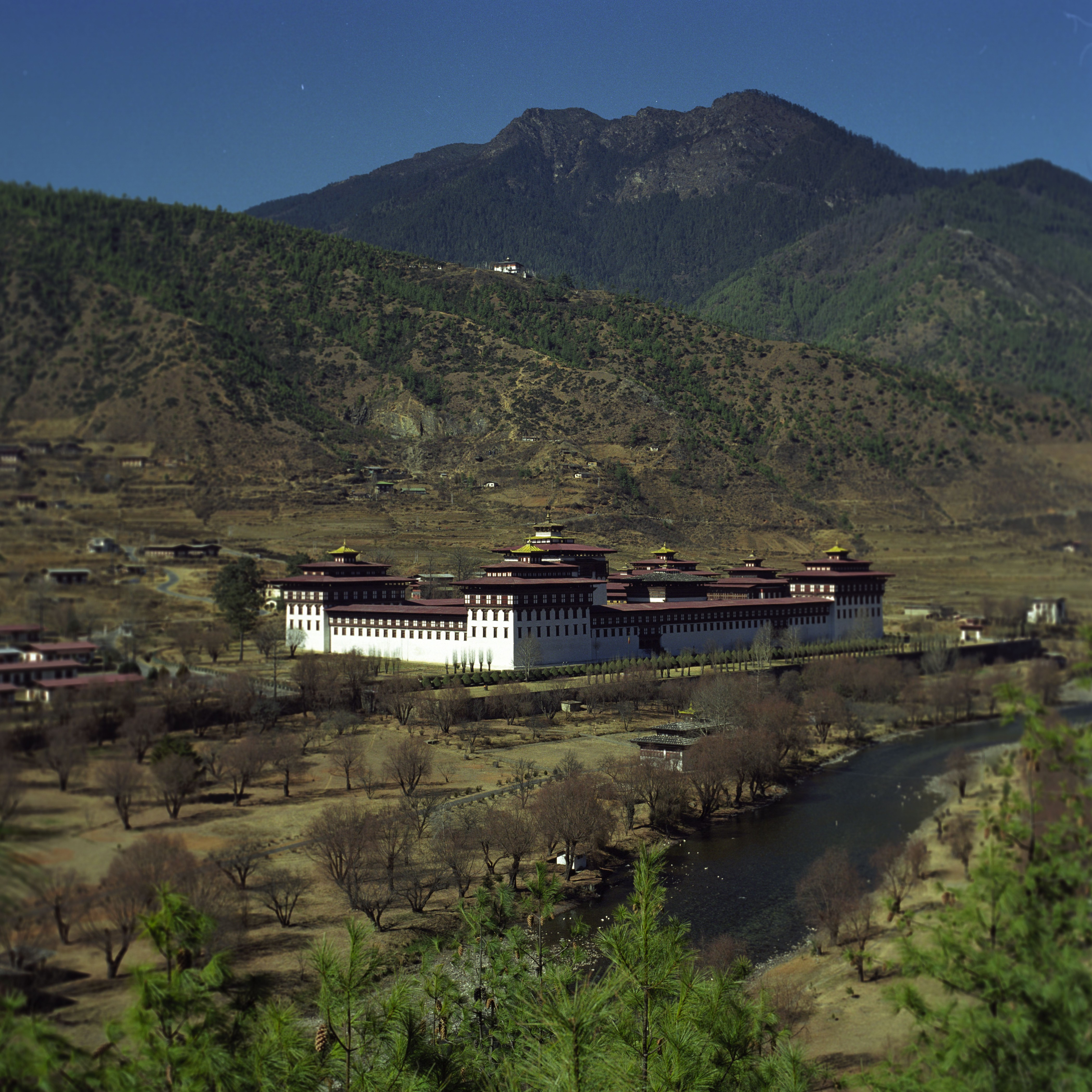
منظر لـ تاشيهو دزونغ.

تاريخ بوتان المبكر غارق في الأساطير وما زال غامضا. ربما كان سكنت في وقت مبكر من عام 2000 قبل الميلاد، لكن لم يعرف الكثير عن تلك الفترة حتى دخلت البوذية التبتية في القرن التاسع، عندما أجبرت الاضطرابات في التبت العديد من الرهبان على الفرار إلى بوتان. في القرن الثاني عشر، أسست مدرسة دروكبا كاجيوبا [الإنجليزية] وظلت الشكل السائد البوذية في بوتان إلى اليوم. ويرتبط التاريخ السياسي للبلاد ارتباطا وثيقا بتاريخها الديني والعلاقات بين مختلف المدارس الرهبانية والأديرة.
تُعتَبر بوتان واحدةً من قلائل البلدان التي حافظت على استقلالها طوال تاريخها، إذ لم تخضع لاحتلال أو حُكم خارجي. ثمة تكهنات بأن بوتان خضعت لحُكم مملكة كامارابورا أو الإمبراطورية التبتية في القرنين السابع إلى التاسع، إلا أنه لا توجد أدلة قطعية الثبوت على ذلك. ابتداءً من أوائل التاريخ المسجل، لطالما دافعت بوتان بشكل ناجح عن سيادتها.
يعود تاريخ ترسيخ أسس بوتان إلى العام 1616 عندما هزم نغاواناغ ناماجيال، والذي كان لاما من منطقة التبت الغربية المعروفة باسم زهابرونغ ريبتوتشه، ثلاثَ حملاتِ غزوٍ تبتية، وأخضع ثلاث مذاهب دينية منافسة، وقونن تسا ييغ، وهو نظام شريعة شامل ومعقد، وفرض نفسه حاكمًا تحت يديه شبكة واسعة من الموظفين الدينيين والمدنيين. بعد وفاته، قوّض الاحتراب الداخلي والحروب الأهلية سلطة تشابدروغ لفترة امتدت مئتي عام. في العام 1885، تمكن أويغين وانغتشوك من تعزيز سيطرته، وأخذ يمد جسور التعاون مع البريطانيين في شبه القارة الهندية.
في العام 1907، انتُخب يوغين وانغتشوك حاكمًا وراثيًا لبوتان، وعُقدت مراسم تتويجه في 17 ديسمبر 1907، ونُصِّب قائدًا للدولة بلقب دروك غيالبو (ملك التنين). في العام 1910، وقع الملك يوغين مع البريطانيين معاهدة بوناكا والتي نصت على أن الهند البريطانية لن تتدخل في شؤون بوتان الداخلية في حال قبلت بوتان المشورة الخارجية بخصوص علاقاتها مع الخارج.
بعد وفاة يوغين وانغتشوك في العام 1926، اعتلى العرش ابنه جيغمي وانغتشوك، وعندما نالت الهند استقلالها في العام 1947، اعترفت الحكومة الهندية ببوتان دولة مستقلة. في العام 1949، وقعت الهند وبوتان معاهدة سلام وصداقة، والتي نصت على أن الهند لن تتدخل في شؤون بوتان الداخلية بشرط استرشاد بوتان بها في سياستها الخارجية.
في العام 1952، خلِف جيغمي ابنُه دورجي وانغتشوك، وبدأت بوتان بالخروج من عزلتها، وشرعت بتنفيذ برنامج تنمية مخططة كما تأسست جمعية بوتان الوطنية، وجيش بوتان الملكي، ومحكمة العدل الملكية، بالإضافة إلى جملة قوانين جديدة. وفي العام 1971، أصبحت بوتان عضوًا في الأمم المتحدة.
في العام 1972، اعتلى جيغمي سينغي وانغتشوك العرش في سن السادسة عشر. وأولى اهتمامًا بالغًا بالتعليم الحديث، والحوكمة اللامركزية، وتشغيل الطاقة الكهرمائية، وتنشيط السياحة، وإدخال إصلاحات في التنمية الريفية. ولعل أبرز إنجازاته المعروفة دوليًا هي رؤيته التنموية الشاملة «ناتج الإجمالي المحلي من السعادة«.
ووفقًا لتلك الرؤية، يوجد عدة أوجه للتنمية، ولا يجوز الاقتصار على الأهداف الاقتصادية. نتيجةً لرضاه عن سير عملية الانتقال الديمقراطي في بوتان، تنازل عن العرش في ديسمبر 2006 بدلًا من الانتظار حتى صياغة الدستور الجديد في العام 2008. وهكذا، أصبح ابنه جيغمي خيسار ناغمغيل وانغتشوك ملكًا.

## الجذور التاريخية والاستيطان المبكر 600 - 1600
تُذكر دولة لومون (بمعنى، الظلمة الجنوبية)، أو مونيول (الأرض المظلمة، في إشارة إلى شعب مونبا من شعوب التبيتية البورمية في بوتان)، والتي يُحتمل أنها كانت جزءًا تابعًا للتبت إنما غير داخلٍ في نطاق التعاليم البوذية. يُعتقد أن مونيول وُجدت في الفترة بين 100 و600 بعد الميلاد. ومن المحتمل أن أسماء لومون تسيندينجونغ (بلاد خشب الصندل في مون الجنوبية) ولومون كاشي (دولة مون الجنوبية ذات المسالك الأربع)، المذكورة في السجلات التاريخية البوتانية والتبتية القديمة يُحتمل أنها ذات مصداقية ويستخدمها بعض علماء بوتان عند الإشارة إلى موطنهم. اقترح المؤرخون عدة كلمات متقاربة في السنسكريتية، مثل بوتا-نت (نهاية بوت) أو بو-وتان (بمعنى المرتفعات) بوصفها جذورًا لاسم بوتان، والتي شاع استخدامها في الأوساط الأجنبية في أواخر القرن التاسع عشر، وتُستخدم في بوتان حصرًا ضمن المراسلات الرسمية باللغة الإنجليزية. أما الاسم التقليدي المتعارف عليه للبلاد منذ القرن السابع عشر هو دروكيول –بلاد دروكبا، أي شعب التنين، أو بلاد تنين الرعد، وفي ذلك إشارة إلى أكبر طائفة بوذية مستقرة في البلاد.
يعتقد بعض الباحثين أنه خلال الحقبة التاريخية المبكرة استوطن المنطقةَ شعب مونبا، سكانها الأصليين الجبليين الشرسين، والذين لم يكونوا من مواطني التبت أو المنغوليين الذين اجتاحوا شمال بوتان في فترة لاحقة. اعتنق شعب مونيول ديانة شامانية أعلتْ مِن عبادة الطبيعة ووجود الأرواح الخيّرة والشريرة. وفقًا للأساطير التاريخية، ففي أواخر تلك الحقبة غزا ملك مونيول العظيم منطقة جنوبية تُعرف باسم دوارس، وأخضع المناطق التي تُعرف حاليًا باسم آسام، والبنغال الغربية، وبهار في الهند.

## وصول البوذية
يعود تاريخ دخول البوذية إلى بوتان في القرن السابع. أمر ملك التبت سونغتسين غامبو (حكَم بين 627 - 649)، الذي تحوّل إلى البوذية، أمر بإنشاء معبدين بوذيين في جاكار الواقعة وسط بوتان وفي كيشو (قريبًا من بارو) في وادي بارو. بدأت الدعوة لنشر البوذية بشكل جدي في العام 746 في ظِلّ حُكم الملك سيندو راجا (المُسمّى كذلك كونجوم؛ وسيندا غياب؛ وتشاكار غيلابو)، الذي كان ملكًا هنديًا في المنفى أقام حكومته في جاكار في قصر تشاكار غوتو.
حلّت البوذية محلّ شعائر بون الدينية التي كانت منتشرةً في التبت حتى أواخر القرن السادس، إنما لم تلغها تمامًا. بل استوعبت البوذية الديانة البونية ومعتنقيها. مع سير تطوّر البلاد الغنية بوديانها الخصبة، ترسّخت البوذية وأصبحت من عناصر وحدة البلاد. يُنسب الفضل للأدب والسجلات البوذية في بدء التاريخ المدوّن لبوتان.
في العام 810 ميلادية، وصل القديس البوذي بادماسامبهافا (والذي يُعرف في بوتان باسم غورو ريمبوتشي، والذي يُطلق عليه أحيانًا اسم بوذا الثاني) إلى بوتان من الهند تلبية لدعوة أحد الملوك المحليين. بعد هزيمته لثماني مستويات من الشياطين وإدخال الملك في البوذية، وفقًا للروايات، انتقل غورو ريمبوتشي إلى التبت. وإِثر عودته من التبت، أشرف على بناء أديرة جديدة في وادي بارو وأنشأ مقره في جاكار. وتتابع الروايات أنه  أسس طائفة نيينغما –والتي تُعرف كذلك باسم «الطائفة القديمة» أو طائفة القبعات الحمر– ضمن مذهب الماهايانا البوذي، والتي أصبحت في فترة من الزمان الديانة الأكثر انتشارًا في بوتان. يؤدّي غورو ريمبوتشي دورًا تاريخيًا ودينيًا بارزًا بوصفه القديس الراعي للبلاد والذي جاء إلى بوتان بالتانترا –وهي كتيبات تبسُط أشكال الإخلاص للطاقة الطبيعية. في أعقاب إقامة الغورو، انحسر التأثير الهندي مؤقتًا حتى أحضرت الهجرات التبتية إسهاماتٍ ثقافية ودينية جديدة.
لم توجد حكومة مركزية خلال تلك الحقبة. إنما أخذت أنظمة ملكية مستقلة وصغيرة بالظهور بحلول أوائل القرن التاسع. كان على رأس كلّ نظامٍ منها دِب (ملك)، وزعم بعضهم أنهم ذوو أصل إلهي.  تُعتبر مملكة بومتانغ أشهر تلك الكيانات الصغيرة. وفي الوقت ذاته، عمِد الرهبان البوذيون التبتيون (الذين يُدعَون لام في لغة دزونغكا، اللغة الوطنية الرسمية لبوتان) إلى توطيد دينهم وثقافتهم في بوتان، واستوطن أفرادٌ من الحملات العسكرية التبتية-المنغولية المشتركة في الوديان الخصبة. بحلول القرن الحادي عشر، احتلت القوات العسكرية التبتية-المنغولية كامل بوتان.

## التاريخ القديم
تم العثور على أدوات وأسلحة حجرية وفيلة وبقايا هياكل حجرية كبيرة تقدم أدلة على أن بوتان مسكونة منذ 2000 قبل الميلاد تقريباً، رغم عدم وجود سجلات منذ ذلك الوقت. اقترح المؤرخون نظرية بوجود دولة لومون (حرفيا «الظلام الجنوبي»، كدلالة على وجود دين مون المحلي) أو مونيول («أرض الظلام» في إشارة إلى مونبا وهم الشعب الأصلي في بوتان) والتي قد تكون تواجدت بين 500 قبل الميلاد و 600 ميلادي. تم العثور على أسماء لومون تسيندنجونغ (بلاد خشب الصندل) وخاشي لومون أو مون الجنوبية (البلد ذو الأربعة طرق) في السجلات التبتية والبوتانية القديمة. أقدم حدث مسجل في بوتان هو مرور القديس البوذي بادما سامبافا (المعروف أيضاً باسم غورو رينبوشي) عام 747. تاريخ بوتان مبكر غير واضح، لأن النيران دمرت معظم السجلات في العاصمة القديمة بونخا في 1827. بحلول القرن العاشر تأثر التطور السياسي لبوتان بتاريخها الديني. برزت العديد من المجموعات الفرعية المختلفة من الطوائف البوذية والتي رعاها أمراء الحرب المغول. بعد تراجع نفوذ المغول في القرن 14، تنافست هذه الطوائف الفرعية مع بعضها البعض من أجل التفوق على الساحة السياسية والدينية مما أدى في نهاية المطاف إلى هيمنة طائفة دروكبا في القرن 16.
حتى أوائل القرن السابع عشر كانت بوتان عبارة عن خليط من الإقطاعيات المتناحرة، حيث كانت المنطقة موحدة تحت إدارة اللاما التبتي والقائد العسكري شابدرونغ نغاوانغ نامغيال الذي فر من الاضطهاد الديني في التبت. للدفاع عن البلاد ضد الغزوات التبتية المتقطعة، قام نامغيال ببناء شبكة الدزونغ (الحصون) المنيعة، وأصدر القوانين التي ساعدت على إخضاع القادة المحليين للسيطرة المركزية. لا تزال العديد من هذه الدزونغ قائمة وتعمل كمراكز دينية ومراكز إدارة محلية. سجل البرتغالي اليسوعي استفاو كاسيلا وكاهن آخر كأول الأوروبيين زيارة لبوتان في طريقهم إلى التبت. اجتمع الاثنان مع نغاوانغ نامغيال وعرفاه على البارود والأسلحة النارية والمقراب وعرضا عليه خدماتهما في الحرب ضد التبت، لكن شابدرونغ رفض العرض. بعد إقامة ما يقرب من ثمانية أشهر كتب كاسيلا رسالة طويلة من دير شاغري للإبلاغ عن أسفاره. هذا التقرير من بين الوثائق النادرة حول شابدرونغ. بعد وفاة نامغيال في 1651، انحدرت بوتان إلى حرب أهلية. مستفيدين من الفوضى، هاجم التبتيون بوتان في 1710 ومرة أخرى في 1730 بمساعدة المغول. أحبطت كل الاعتداءات بنجاح وجرى التوقيع على الهدنة في 1759.

## 1885-1772

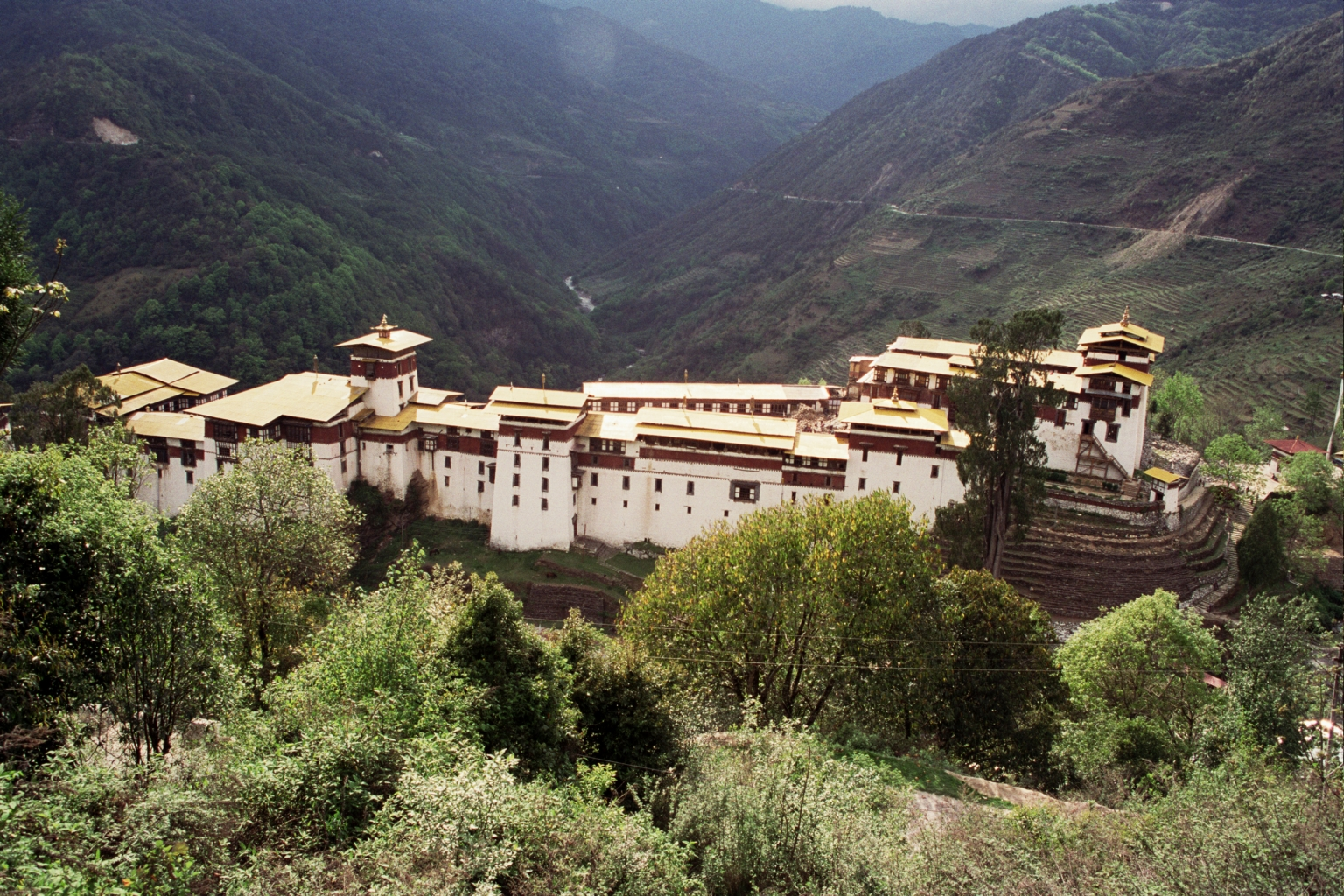
تونغسا دزونغ.

في القرن 18 غزت بوتان واحتلت مملكة كوتش بيهار إلى الجنوب. في 1772، طلبت كوتش بيهار مساعدة شركة الهند الشرقية البريطانية التي نجحت في طرد بوتان، وفيما بعد في مهاجمة بوتان نفسها في 1774. تم التوقيع على معاهدة السلام التي وافقت فيها بوتان على التراجع إلى حدودها ما قبل 1730. ومع ذلك فإن السلام الهش والمناوشات على الحدود مع البريطانيين استمرت لمدة 100 سنة قادمة. أدت هذه المناوشات في النهاية إلى حرب دوار (1864-1865) وهي مواجهة من أجل السيطرة على دوارات البنغال. بعد خسارة بوتان للحرب، تم التوقيع على معاهدة سينشولا بين الهند البريطانية وبوتان. كجزء من تعويضات الحرب تم التنازل عن الدوارات إلى المملكة المتحدة مقابل إيجار 50,000 روبية. وانتهت جميع الأعمال العدائية بين الهند البريطانية وبوتان.
خلال سبعينات القرن التاسع عشر أدى الصراع على السلطة بين الوديان المتنافسة بارو وتونغسا إلى حرب أهلية في بوتان مما أدى في نهاية المطاف إلى صعود يوجين وانغشوك بونلوب (حاكم) تونغسا. من قاعدة نفوذه في بوتان الوسطى هزم يوجين وانغشوك خصومه السياسيين ووحد البلاد في أعقاب حروب أهلية وثورات عدة في الفترة 1882-1885.

## 2003-1907

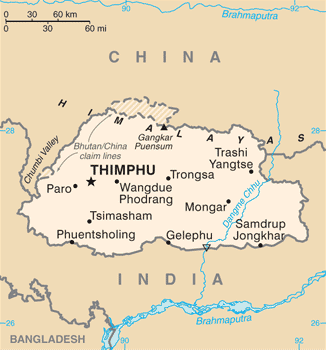
خريطة بوتان.

كان عام 1907 مصيرياً في تاريخ البلاد حيث اختير يوجين وانغشوك بالإجماع ملكاً وراثياً في البلاد من قبل جمعية من كبار الرهبان البوذيين والمسؤولين الحكوميين ورؤساء الأسر الهامة. اعترفت الحكومة البريطانية على الفور بالملكية الجديدة وفي عام 1910 وقعت بوتان على المعاهدة التي «سمحت» لبريطانيا العظمى «بإرشاد» السياسة الخارجية لبوتان. في الواقع، لم يعن هذا الأمر كثيراً نظراً لتحفظ بوتان التاريخي. كما لا يبدو أنه طبق على علاقات بوتان التقليدية مع التبت. بعد أن حصلت الهند على استقلالها من المملكة المتحدة في 15 أغسطس 1947، أصبحت بوتان واحدة من أوائل البلدان التي تعترف باستقلال الهند. وتم التوقيع على معاهدة مماثلة لتلك التي في عام 1910 مع بريطانيا فيما يتعلق بالعلاقات الخارجية لبوتان في 8 أغسطس 1949 مع الهند المستقلة حديثاً.
في 1953، أنشأ الملك جيغمي دورجي وانغشوك المجلس التشريعي في البلاد - جمعية وطنية من 130 عضو - للترويج لشكل أكثر ديمقراطية للحكم. في عام 1965، أنشأ المجلس الملكي الاستشاري وفي عام 1968 تم تشكيل مجلس الوزراء. في عام 1971 اعترف ببوتان لدى الأمم المتحدة بعد أن حصلت على منصب مراقب لمدة ثلاث سنوات. في يوليو 1972، صعد جيغمي سينغي وانغشوك على العرش في سن ال 16 بعد وفاة والده دورجي وانغشوك. في بداية عام 1985 طردت بوتان ما يقرب من 100,000 لوتسامباس، الذين تعود أصولهم إلى المهاجرين النيباليين من القرن التاسع عشر وأوائل القرن العشرين إلى بوتان. لجأ البوتانيون إلى نيبال المجاورة. في مطلع عام 2008 بدأ نقل اللاجئين إلى مختلف البلدان مثل الولايات المتحدة والنرويج وكندا وأستراليا والدنمارك ونيوزيلندا وهولندا. في أواخر عام 2003، أطلق الجيش البوتاني بنجاح عملية واسعة النطاق لطرد المسلحين المناهضين للهند الذين كانوا يعملون في معسكرات تدريب جنوب بوتان. طرد الجيش الملكي البوتاني الجبهة المتحدة لتحرير اسوم والجبهة الوطنية الديمقراطية لبودولاند ومنظمة تحرير كامتابور ومجموعات المتمردين المختبئين في غابات بوتان.

### الإصلاح الديمقراطي والتحديث
قدم الملك جيغمي سينغي وانغشاك إصلاحات سياسية هامة، ونقل معظم صلاحياته الإدارية إلى مجلس الوزراء وسمح بمساءلة الملك بأغلبية الثلثين في الجمعية الوطنية. في عام 1999، رفعت الحكومة حظراً على التلفاز وشبكة الإنترنت، مما جعل من بوتان واحدة من أواخر البلدان تقديماً للتلفزيون. في كلمته، قال الملك ان التلفزيون كان خطوة حاسمة في تحديث بوتان وكذلك مساهماً رئيسياً في سعادة البلاد (بوتان هي الدولة الوحيدة التي تقيس السعادة) لكنه حذر من أن سوء استخدام التلفزيون سيؤدي إلى تآكل القيم التقليدية البوتانية. تم تقديم دستور جديد في أوائل عام 2005. وفي ديسمبر 2005 أعلن جيغمي سينجاي وانغشوك أنه سيتنازل عن العرش لصالح ابنه في عام 2008. في 14 ديسمبر 2006 أعلن أنه سيتنحى فوراً. دخلت بوتان عهداً جديداً من الديمقراطية، بدءاً من أول انتخابات برلمانية وطنية في ديسمبر 2007 ومارس 2008. يوم 6 نوفمبر 2008، استلم جيغمي خيشار نمجيل وانغشاك ذو 28 عاماً والابن الأكبر للملك جيغمي سينغي وانغشاك الملك ليفتتح بمناسبة بذلك حقبة جديدة في تاريخ هذه المملكة الواقعة في جبال الهيمالايا.